# 2000 карбованців
2000 українських карбованців (купонів, купонокарбованців) — номінал грошових купюр України, що ходив на території країни в 1993–1996 роках.

## Опис
Перші банкноти номіналом 2000 карбованців були виготовлені британською фірмою Томас де ла Рю в 1993 році.
Банкноти друкувалися на білому папері. Розмір банкнот становить: довжина 105 мм, ширина — 53 мм. Водяний знак — «паркет».
На аверсному боці банкноти в центральній частині з лівого краю розміщено зображення Пам'ятного знаку на честь заснування Києва. З правого боку на банкноті містяться написи Україна, Купон, 2000 українських карбованців, Національний банк України та рік випуску — 1993.
На реверсному боці банкноти розміщено гравюрне зображення Софійського собору у Києві та в кожному з кутів позначено номінал купюри. Переважаючий колір обох сторони — синій.
Банкноти введено в обіг 25 січня 1993, вилучено — 16 вересня 1996 року.